# La fuente, Buñol
La fuente, Buñol es un cuadro del pintor español Joaquín Sorolla, terminado entre 1890-1895. Está realizado en óleo sobre lienzo y tiene un tamaño de 46 cm x 73 cm. Se encuentra en el Museo Sorolla en Madrid.
En el cuadro se representa la Fuente del Castillo de Buñol, con cinco mujeres lavando la ropa, y un burro visto por detrás. Al fondo a la derecha, hay otro burro.